# Worowice (Sainte-Croix)
Pour les articles homonymes, voir Worowice.
Worowice est une localité polonaise de la gmina de Waśniów, située dans le powiat d'Ostrowiec en voïvodie de Sainte-Croix.